# Гірський віск
Гірськи́й віск — суміш органічних сполук, одна із складових частин торф'яних та буровугільних бітумів, яка залишається після розчинення бітумних смол в ацетоні. Кількість воску у бітумах верхових торфів 16,6-55,7 %, низинних — 42,4-80,9 %.
Інша назва — монтан-віск. Іноді гірським воском називають озокерит.

## Одержання
Одержують гірський віск хімічною переробкою торфу та бурого вугілля, шляхом екстракції бітумів органічними розчинниками і наступного очищення від смол.

## Застосування
Широке застосування гірського воску обумовлене унікальністю його фізико-хімічних властивостей: високою вологостійкістю, хімічною стійкістю до кислот та різних окисників, механічною міцністю і здатністю створювати тверді блискучі покриття, відносно високою температурою плавлення (до 90°С), високою розчинністю в органічних розчинниках, малою електропровідністю, здатністю давати стійкі композиції з парафіном, стеарином, що підвищує температуру плавлення суміші.
Гірський віск застосовують більш ніж у 20 галузях промисловості, він входить до складу багатьох продуктів побутової хімії (паст, кремів, фарб, лаків тощо).
Гірським воском називають також озокерит.

## Видобування в Україні
В Україні у 1959 р. було введено в експлуатацію Семенівський завод гірського воску в м. Олександрії (Кіровоградщина).
Як сировина для виробництва гірського воску тут використовується буре вугілля Дніпровського буровугільного басейну, яке має до 25 % смоли в продуктах екстракції.